# Nessuno mai/Per sempre
Nessuno mai/Per sempre è un singolo di Marcella, pubblicato su vinile a 45 giri nel 1974.

## Il disco
Il 45 giri ebbe un notevole successo vendendo oltre 400 000 copie, posizionandosi nella classifica generale del 1974 al sedicesimo posto e raggiungendo come massima posizione settimanale il numero 2.
Il disco venne pubblicato in vari paesi Europei (come Olanda o Germania, dove il singolo aveva una copertina diversa), per poi venire inclusa nell'LP Metamorfosi dello stesso anno.

## Nessuno mai
Scritta da Giancarlo Bigazzi e Gianni Bella, Nessuno mai viene considerata tra i primissimi esempi di disco music in italiano.
Il testo parla di una ragazza che alla sua prima esperienza si innamora di un uomo sposato, lamentandosi per il suo amore incompleto ("Telefonarmi tu non puoi / perché a quest'ora tocca a lei starti vicino"), che la vincola senza essere una vera storia ("la mia storia di donna si ferma al primo capitolo / di prigioniera-donna libera").
Marcella interpretò la canzone anche in spagnolo, con due testi diversi: Ninguno ya e Ni tu ni yo.
La canzone venne tradotta in inglese come Take the heat off me e cantata dai Boney M lo stesso anno. Nel 1994 venne ricantata live e inclusa nella raccolta di Marcella Tommaso!. Nel 2002 Marcella ne incise una versione completamente riarrangiata per il disco Passato e presente. Il brano ottenne un grosso successo vendendo più di 400.000 copie.

## Tracce
1. Nessuno mai
2. Per sempre